# Los Incas
Los Incas (Urubamba) — французский ансамбль, исполнявшей музыку Перу и других стран андского региона.
Основатель — аргентинец Хорхе Мильшбер (фр. Jorge Milchberg; 1928—2022), игравший на чаранго. В разные годы в ансамбле участвовали Карлос Бен-Потт (перкуссия, кена), Карлос Гуэрра (перкуссия), Роб Яффе (виолончель), Лупе Вега (вокал), Хуан Далера (кена), Хорхе Транзанте (перкуссия), Муазе Арне (гитара); в 1980-е годы к ансамблю присоединился сын основателя Оливье Мильшбер (гитара, кена), после чего группа выступала как трио (Мильшбер — Яффе — Мильшбер).
Основной расцвет популярности пришёлся на 1960-е и ранние 1970-е, а наибольшую известность группа приобрела за исполнение песни Даниэля Роблеса «Полёт кондора», которое в 1965 году на одном из концертов Los Incas в Париже услышал Пол Саймон. В альбоме Simon & Garfunkel 1970 года выпущена англоязычная версия песни, наложенная на инструментальный трек Los Incas, после чего мелодия стала мировым хитом и была признана «национальным достоянием Перу».
Дискография:
- 1969 — Inedits
- 1973 — La Fiesta
- 1974 — Urubamba
- 1977 — Rio Abierto
- 1985 — El Condor Pasa
- 1988 — Master Serie
- 1990 — Los Incas
- 1992 — Other side of the volcano
- 1996 — Un Instant d’Eternite
- 1999 — Voyages Autour Du Monde
- 1999 — En Concierto
- 2000 — Alegria
- 2002 — El Ultimo